# ديخور
 ديخور  بكسر أوله وسكون ثانية، قرية صغيرة تتبع ناحية كوخرد  (بالفارسية: بخش كوخرد)  من توابع مدينة بستك في محافظة هرمزگان في جنوب إيران.
تقع في شمال وادي ديخور، وتطل عليها هضبة بهر ديخور من جهة الشرق. تقع هذه القرية عند بوابة ديخور وأسفل بحر ديخور. وحسب تعداد عام 2006، بلغ عدد سكانها 63 نسمة، موزعين على 12 عائلة.

## حدود قرية ديخور
من الشمال: قرية بربار، ومن الجنوب « حصن مهران »، ومن الغرب « جبل ديخور » ومن الشرق تنتهي بقرية بر أحمد.

## السكان
يقطن هذه القرية حوال 30 شخص من البدو الرحل، وهم من أهل السنة والجماعة وعلى المذهب الشافعي. لهم مسجد واحد، ومدرسة مشتركة. يمتهن سكان القرية بمهنة الزراعة وتربية الجمال والمواشي والأغنام، ويصدرون المنتجات الحيوانية إلى القرى المجاورة.
كلمة: « بهر » تعني باللهجة المحلية هضبة، وديخور: دي أو ده: تعني: قرية، وخور: تعني وادي. فارسي معرب.

## موقع القرية على خارطة غوغل ماب
- موقع قرية ديخور على: Google Maps

## وصلات خارجية
- الادارية لمحافظة هرمزگان
- الادارية لمحافظة هرمزگان (بلده كوخرد)